# (7268) Chigorin
(7268) Chigorin est un astéroïde de la ceinture principale.

## Description
(7268) Chigorin est un astéroïde de la ceinture principale. Il fut découvert le 3 octobre 1972 à Naoutchnyï par Lioudmila Jouravliova. Il présente une orbite caractérisée par un demi-grand axe de 2,26 UA, une excentricité de 0,19 et une inclinaison de 4,5° par rapport à l'écliptique.

## Compléments